# Фронройте
Фронройте (нем. Fronreute) — община в Германии, в земле Баден-Вюртемберг. 
Подчиняется административному округу Тюбинген. Входит в состав района Равенсбург. Подчиняется управлению Фронройте-Вольпертсвенде.  Население составляет 4497 человек (на 31 декабря 2010 года). Занимает площадь 48,08 км².

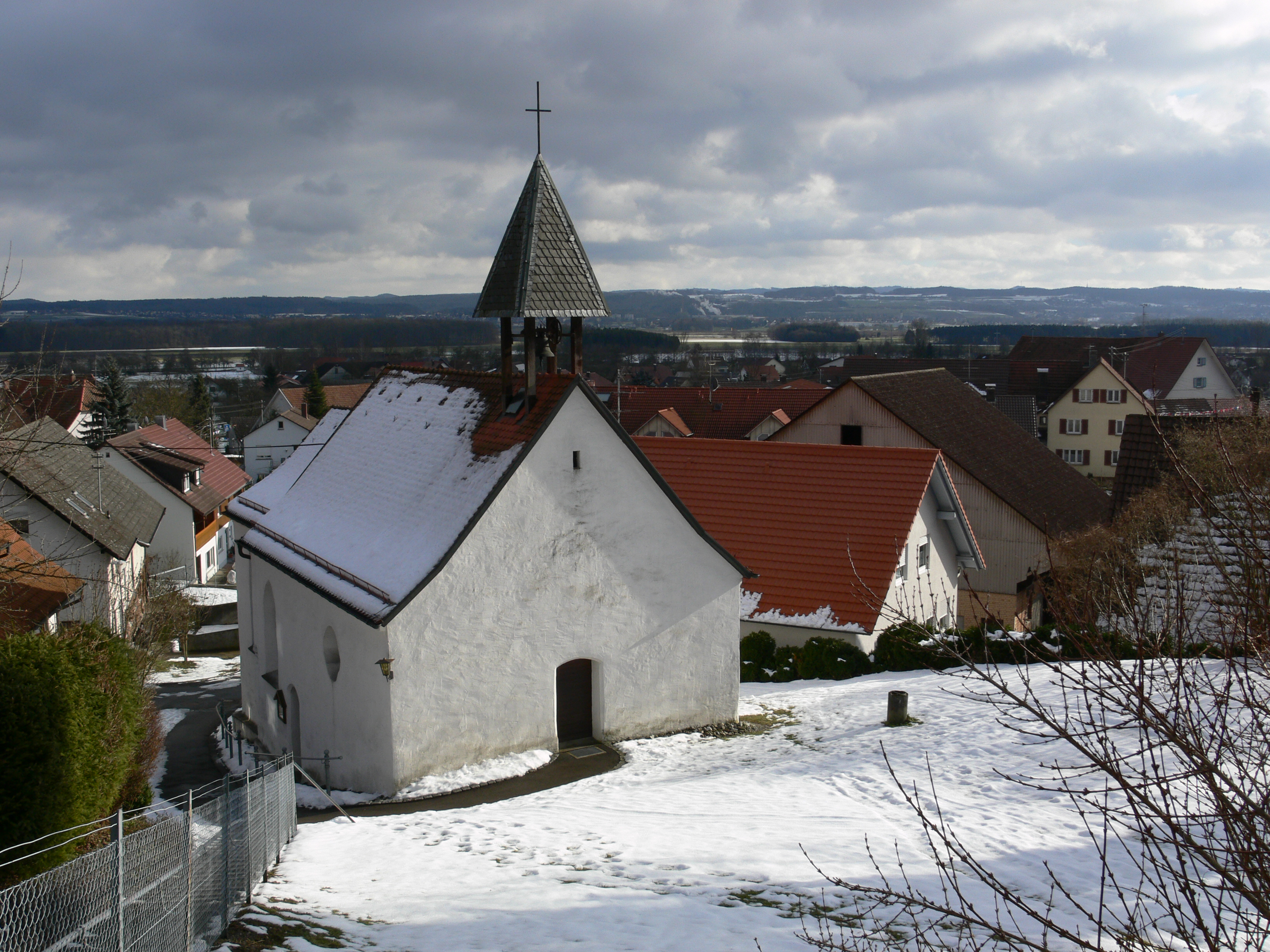
Фронройте